# トゥナイト (お笑いコンビ)
トゥナイト（Tonight）は、かつて吉本興業に所属していたお笑いコンビ。1989年結成、1999年3月解散。

## メンバー
なるみ（1972年7月8日 - ）本名、新屋 鳴美（しんや なるみ）。
- 関西のローカルタレントとして活動中。既婚者であり、現在の姓は井上。

しずか（1973年2月26日 - ）本名、宇野 志津香（うの しずか）。
- 1999年に、アメリカ留学のため芸能界を引退。現在は一般人。
- 留学先のニューヨークで1999年3月末にアメリカ人男性と挙式し結婚、なるみも式に出席した。後に子供を4人もうけている。2人は現在でも定期的に連絡を取り合っている。

## 芸歴
2人は小学校時代からの同級生で、共通の友達から毎日放送の『4時ですよーだ』のオーディションに誘われて出場する予定だったが、その友達がキャンセルとなり仕方なく2人で出場、1988年にNSC（吉本総合芸能学院）の7期生として入学。同期には高山トモヒロ（ケツカッチン）、矢部美幸（ナインティナイン矢部浩之の兄）、雨上がり決死隊などがいた。NSC卒業後の1989年にプロとしてコンビを結成。元々はNSCを卒業したら高校生に戻るはずだったが、当時女性漫才が少ないという事情も手伝ってか、仕事のオファーがあり、その後も泣く泣く続けた。
関西地区での活動が主であり、東京などの関東地区で活動することは少なかった。一度『浅草橋ヤング洋品店』の準レギュラーとして東京進出を果たすも、清水圭と江頭2:50の「グラン・ブルー対決」を見て恐れをなし、東京ではやっていけないと判断して降板、それ以降、東京の番組に出ることはなかった。なお、その頃東京で活躍していた女性コンビモリマンにライバル視される。
1999年、しずかがアメリカ留学のために芸能界を引退。その後はなるみが1人で活動している。とは言え、現在でもしずかはなるみたちと連絡を取り合うなど、仲は非常によいらしい（高山によると、声が当時と変わっていないとのこと）。

## 出演

### テレビ
- ドキッ!三枝きよし→満開！ハッスル家族（三枝きよし興奮テレビのリニューアル番組）（毎日放送）
- 桂三枝の有限会社大企業（テレビ大阪）
- ナイトinナイト火曜日おっちゃんVSギャル（朝日放送）
- 浅草橋ヤング洋品店（テレビ東京）
- MBSヤングタウン MUSIC MAX（毎日放送）
- SOLD OUT （関西テレビ）
- クイズ!当たって25%（TBS）
- 大阪ほんわかテレビ（読売テレビ）
- 笑ケース100（毎日放送）
- 2丁目ワチャチャTV（テレビ大阪）
- シティーハンター テレビスペシャル ザ・シークレット・サービス（1996年）

### 映画
- 二人が喋ってる。（1997年）

### テレビコマーシャル
- 神明 あかふじ米
- 551蓬萊

### ラジオ
- OBCブンブンリクエスト（トゥナイトは木曜日担当。ラジオ大阪）
- 130RのBoogie Woogieパラダイス!（ラジオ大阪）
- よしもとDAウー（ラジオ大阪）

## 受賞歴
- 今宮子供えびすマンザイ新人コンクール 1990年/第11回奨励賞
- ABCお笑い新人グランプリ 1992年/第13回審査員特別賞
- 上方漫才大賞 1993年/第28回新人賞
- 上方漫才大賞 1998年/第33回奨励賞
- サンダンスフィルムフェスティバルin東京'96第4回コンベンション部門グランプリ